# 591

## Esdeveniments
- Bactriana (Àsia central): L'usurpador sassànida Vararanes VI cedeix el control de la regió als turcs occidentals a canvi d'ajuda contra la coalició dels romans d'Orient amb el destronat Còsroes II.
- Urmia (Azerbaidjan): Còsroes II, amb la contribució de romans d'Orient i armenis, derrota les forces de Vararanes IV i és restaurat a la corona persa.
- Armènia: El país retorna a la influència romana d'Orient com a compensació per la participació d'aquests en el retorn de Còsroes II al tron sassànida.
- Rayy (Mèdia): Bistam es revolta contra el seu nebot Còsroes II i reclama el títol d'emperador persa.
- Girona (Tarraconense): Joan de Biclar és escollit bisbe de la ciutat.
- Annegray (Franc Comtat): Sant Columbà redacta la Regula monachorum que regirà a partir d'aquest moment l'Orde que duu el seu nom.

## Naixements
- Regne de Powys (Gal·les): Selyf ap Cynan, rei. (m. 613)

## Necrològiques
- Bourges (Borgonya): Sant Sulpici I, bisbe.